# Cayo Licinio Craso
Cayo o Gayo Licinio Craso  fue un político y militar romano del siglo II a. C. perteneciente a la gens Licinia.

## Familia
Craso fue miembro de los Licinios Crasos, una familia aristocrática de la gens Licinia. Fue hermano de Publio Licinio Craso, cónsul en el año 171 a. C. y padre de Cayo Licinio Craso, tribuno de la plebe en el año 145 a. C.

## Carrera pública
Fue pretor en el año 172 a. C. y, al año siguiente, legado de su hermano en Grecia, donde dirigió el ala derecha de la caballería en la batalla contra Perseo de Macedonia en la que los romanos fueron derrotados. 
En el año 168 a. C. fue elegido cónsul y al final de su mandato se le dio la provincia de la Galia Cisalpina, pero en lugar de ir a su provincia, se fue a Macedonia.